# Nornes dans la culture populaire
 (octobre 2007).
Si vous disposez d'ouvrages ou d'articles de référence ou si vous connaissez des sites web de qualité traitant du thème abordé ici, merci de compléter l'article en donnant les références utiles à sa vérifiabilité et en les liant à la section « Notes et références ».
Les Nornes sont des divinités du destin dans la mythologie nordique.

## Littérature
- Dans le Disque-Monde de Terry Pratchett, les trois personnages récurrents que sont Mémé Ciredutemps, Nounou Ogg et Magrat Goussedail représentent respectivement Urd, Verdandi et Skuld.
- La Légende des Nornes est un poème de Leconte de Lisle (1862).
- Dans le roman American Gods de l'auteur Neil Gaiman qui est inspiré de la mythologie nordique dont les trois Nornes sont représentées telles que trois vieilles femmes vivant dans une maison reculée près d'un frêne.
- Les Nornes font une apparition dans le roman de Roger Zelazny intitulé Royaumes d'ombre et de lumière.
- « Mme Verdurin s’assit à part (...), isolée, divinité qui présidait aux solennités musicales, déesse du wagnérisme et de la migraine, sorte de Norne presque tragique, évoquée par le génie au milieu de ces ennuyeux, devant qui elle allait dédaigner plus encore que de coutume d’exprimer des impressions en entendant une musique qu’elle connaissait mieux qu’eux. » Marcel Proust dans À la recherche du temps perdu, La prisonnière, chapitre 2.
- Clark Ashton Smith évoque, dans son poème "Averoigne", « les rires acariâtres/De Nornes,qui orchestrent les années de peste/Et de guerres que les soleils vont mener. » (Traduction de Julien Bétan.)

## Musique et opéra
- Les Nornes sont également présentes dans le premier tableau du prologue du Crépuscule des dieux de Richard Wagner et sont présentées, au cours de la Tétralogie, comme étant les filles d'Erda, la déesse de la Sagesse.
- Dans la chanson Fate of Norns interprété par le groupe de metal suédois Amon Amarth, les Nornes sont représentées comme la force qui guide les destinées.

## Arts visuels
- Les Nornes font partie des 1 038 femmes représentées dans l'œuvre contemporaine The Dinner Party de Judy Chicago, aujourd'hui exposée au Brooklyn Museum. Cette œuvre se présente sous la forme d'une table triangulaire de 39 convives (13 par côté). Chaque convive étant une femme, figure historique ou mythique. Les noms des 999 autres femmes figurent sur le socle de l'œuvre. Les Nornes figurent sur le socle, elles y sont associées à la déesse Kali, quatrième convive de l'aile I de la table[1].

## Séries télévisées
- Dans la série Lost Girl, une Norne est une ancienne Fée qui prend à une créature « la chose à laquelle on tient le plus en échange d'un simple souhait » (ex. : Pour Dyson, au début, il s'agissait de son loup, puis elle lui vole à la place son amour).

## Manga et animation
- Trois personnages inspirés des Nornes sont très populaires dans le manga japonais Ah! My Goddess écrit par Kōsuke Fujishima. Les trois personnages principaux, dont le nom est inspiré des Nornes sont Uld*, Skuld*, et Belldandy* (*Translittération anglo-saxonne de la transcription phonétique japonaise : Urudo, Sukurudo, Berudandi)
- Dans le manga Matantei Loki Ragnarok, écrit par Sakura Kinoshita, où se retrouvent bon nombre de personnages de la mythologie nordique, on retrouve aussi les trois Nornes, sous les noms de Urd, Skuld et Verdandi.
- Dans le manga Global Garden (Le dernier rêve d'Einstein), le personnage principal se trouve être Verdandi et on parle d'elle sous la forme de Urd et on la voit sous la forme magnifique de Skuld. L'histoire tourne autour du fait de sauver Yggdrasil qui périt à cause de l'Homme.

## Jeux vidéo
- Dans l'extension Guild Wars: Eye of the North du jeu Guild Wars, les Norns (Norne repris au masculin) sont une race de géants guerriers vivants dans le nord des Cimefroides. Cette races est visiblement d'inspiration Nordique/Viking
- Dans le jeu vidéo Odin Sphere sorti sur PlayStation 2 en 2008 et inspiré de la mythologie nordique, Urzur, Veldor et Skuldi sont des sorciers qui se font nommer les Trois Sages et qui tentent de provoquer l'Armageddon.
- Dans le MMORPG Aion: The Tower of Eternity sur la première map du jeu, les trois PNJ (personnages non joueurs) qui lisent l'avenir du personnage principal sont appelés Urd, Skuld et Verdandi.
- Dans le RPG The Witcher 3, les "dames de la forêt" ou "moires" sont des sorcières connaissant la destinée des Hommes. Elles se nomment "Fuselle", "Ambroisie" et "Soupir".
- Dans le jeu vidéo God of War: Ragnarök sur Playstation 5, Kratos rend visite au nornes pour leur poser une question. Elles se nomment Urd, Verdandi & Skuld.